# Canarini da canto
I canarini da canto sono la categoria di canarini nei quali la selezione è basata solo sulla qualità del canto: questo vuol dire che ai concorsi sono ammessi esemplari di qualsiasi colore eccetto il rosso, che indicherebbe un meticciamento ancestrale col cardinalino del Venezuela.

## Caratteristiche
Questi canarini, pur essendo assai robusti e rustici, sono assai meno conosciuti ed allevati rispetto alle razze di forma e posizione ed a quelle di colore: questo perché l'innata curiosità e la capacità canora di questi animali li spinge ad imitare qualunque altro canto o rumore in generale sentano, così da inquinare il proprio repertorio, che è caratteristico per ogni razza.
Perciò, non appena i piccoli iniziano ad uscire dal nido, i maschi devono subito essere isolati su appositi scaffali parzialmente oscurati (detti armadi scuola) e, lì, accompagnati a particolari individui della stessa varietà, più anziani ed esperti, che facciano loro da "maestri di canto". In mancanza di tali maestri si possono utilizzare registrazioni di sessioni di canto di qualche campione.
Pare che anche l'alimentazione incida sulla capacità canora di questi canarini: in particolare il ravizzone rosso pare essere un potente stimolante del canto.
Le razze di canarino da canto riconosciute dal (COM) Comitato Ornitologico Mondiale sono tre:
- Harzer o Harz roller
- Malinois waterslager
- Timbrado

Altre razze non riconosciute dal COM sono:
- Canarino da canto americano
- Canarino da canto russo